# Invocada
"Invocada" é uma canção da cantora e compositora brasileira Ludmilla com participação do cantor compatriota Léo Santana, incluída no primeiro álbum ao vivo e terceiro álbum de estúdio de Ludmilla, Hello Mundo (2019).

## Desempenho comercial
A canção chegou ao Top 10 do Spotify Brasil, e em 78 no Top 100 de músicas mais tocadas do Brasil, mesmo sem ser single, e na semana seguinte ganhou duas posições a mais no ranking. No fim de janeiro subiu para 65 no na parada. O vídeo da apresentação ao vivo extraída do projeto Hello Mundo possuí mais de 100 milhões de visualizações no canal oficial da cantora no YouTube.

## Desempenho nas tabelas musicais
| Parada (2019-2020)        | Melhor posição |
| ------------------------- | -------------- |
| Brasil (Top 50 Streaming) | 13             |